# Шварценберг, Фридрих Иоганн Йозеф Целестин цу
Фридрих Иоганн Йозеф Целестин цу Шварценберг (чеш. Bedřich Jan Josef Celestin Schwarzenberg, нем. Friedrich Johannes Joseph Celestin zu Schwarzenberg; 6 апреля 1809, Вена, Австрийская империя — 27 марта 1885, там же) — австро-венгерский кардинал, представитель княжеского рода Шварценбергов. Архиепископ Зальцбурга с 1 февраля 1836 по 20 мая 1850. Архиепископ Праги с 20 мая 1850 по 27 марта 1885. Кардинал-священник с 24 января 1842, титулом церкви Сант-Агостино с 27 января 1842. Кардинал-протопресвитер с 8 июля 1877.